# スイス国鉄Ae8/14形電気機関車

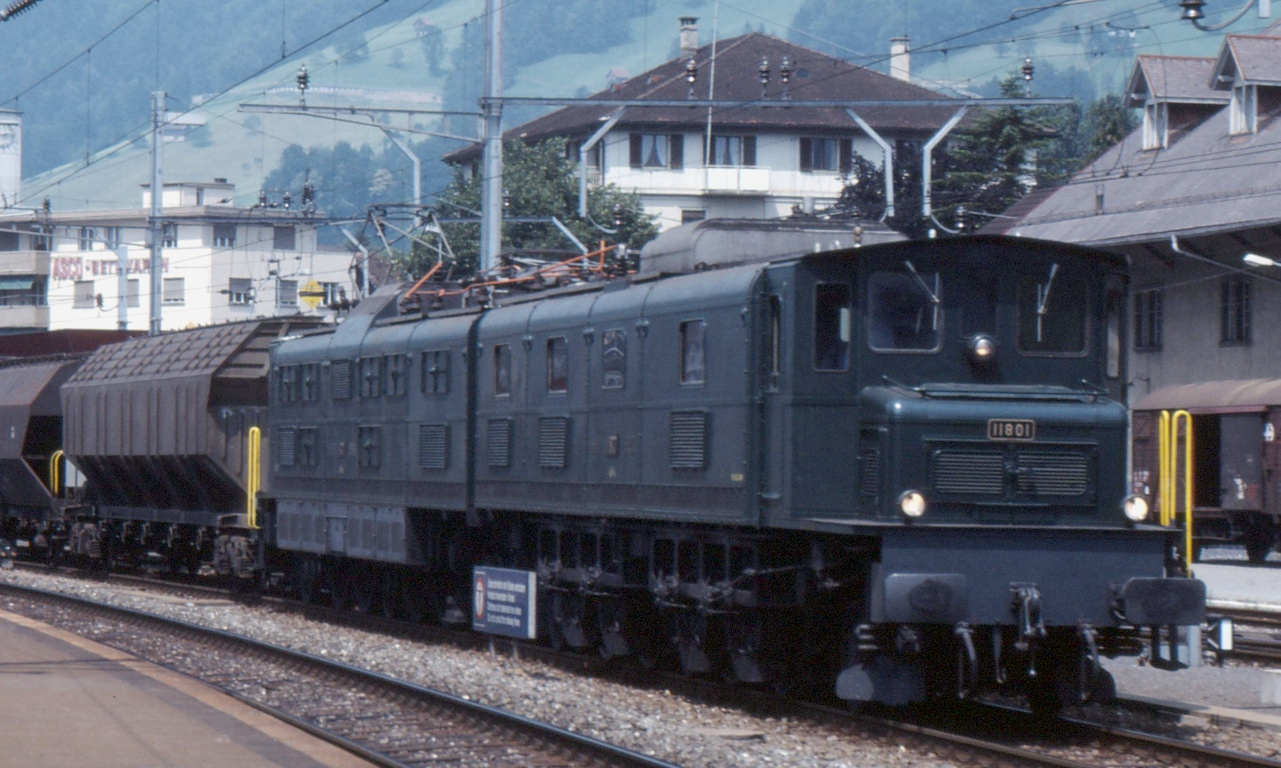
ブフリ式のAe8/14 11801号機

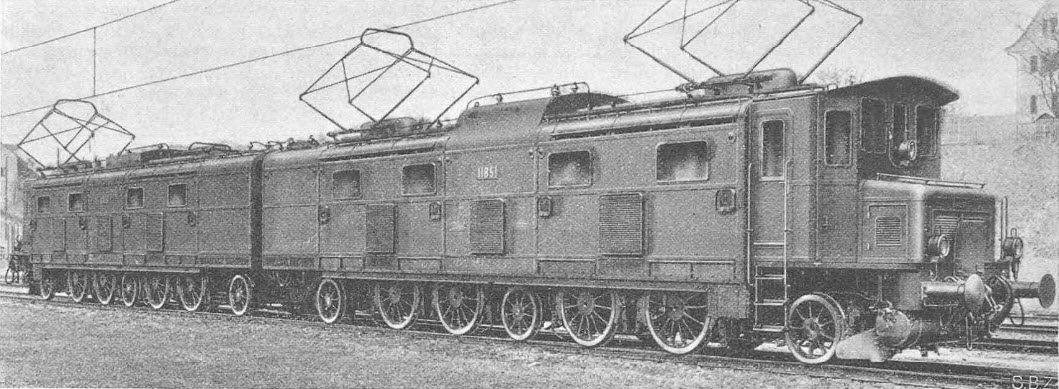
ユニバーサル式のAe8/14 11851号機

運転室改造後のAe8/14 11851号機

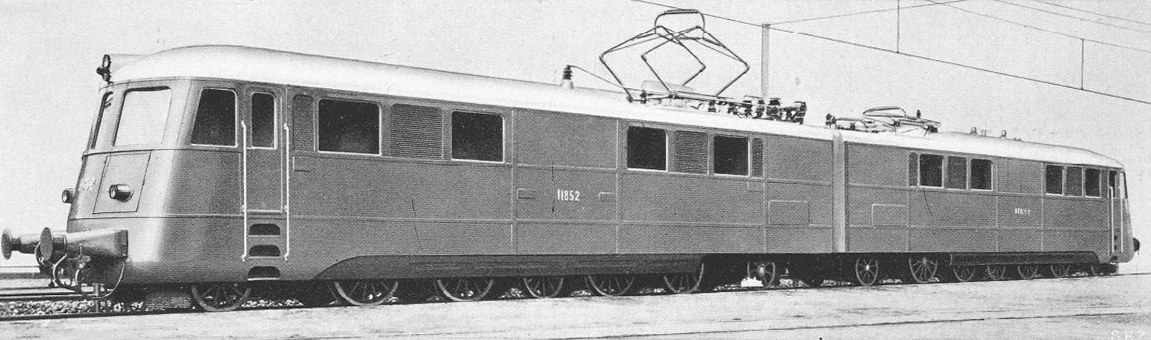
同じくユニバーサル式のAe8/14 11852号機

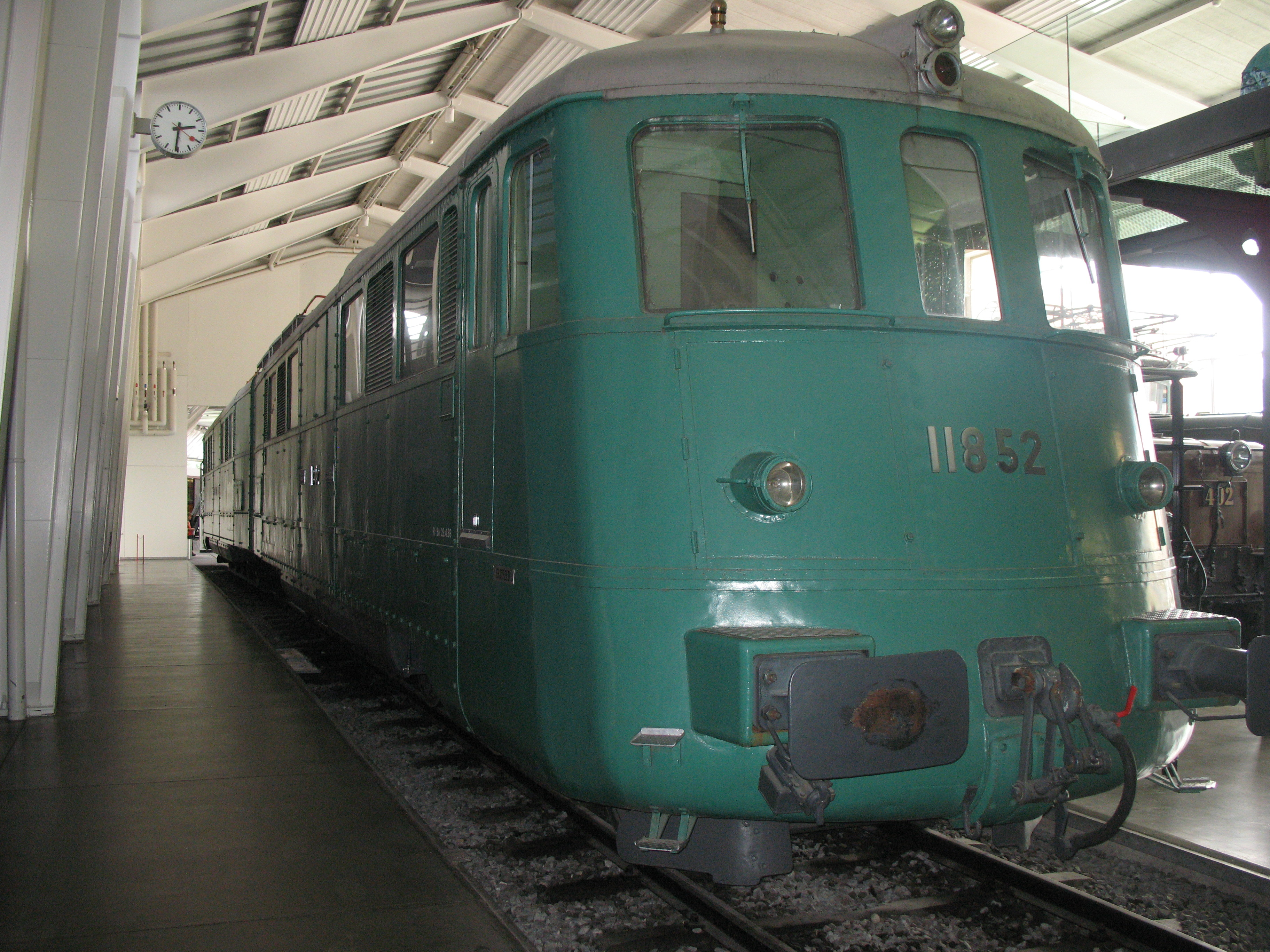
Ae8/14 11852号機

スイス国鉄Ae8/14形電気機関車（スイスこくてつAe8/14がたでんききかんしゃ）は、スイスのスイス連邦鉄道（SBB: Schweizerische Bundesbahnen、スイス国鉄）のゴッタルド線で使用された山岳路線用電気機関車である。

## 概要
ゴッタルド峠の下を通るゴッタルド鉄道トンネルを擁するスイス国鉄のアルプス越えルートの一つであるゴッタルドルートでは、1920年代にはロッド式のBe4/6形、クロコダイルと呼ばれるスコッチヨーク式のCe6/8II形および斜めロッドドライブ式のCe6/8III形、ブフリ式のAe4/7形Bauart IIが主力として使用されていた。重量列車については重連で牽引していたが、これらの機関車のいずれも重連総括制御機能をもたず、増解結の手間も含めて運用コストがかさみ、特に補機の増解結のための時間を取れない急行列車では勾配区間以外でも重連での牽引となっていた。そのため、Ae4/7形クラスの4軸駆動の機体を2両永久連結とした機関車として計画されたのが本機であり、性能要件は26パーミルの勾配区間で600tの旅客列車を62km/hで、750tの貨物列車を50km/hで牽引でき、電気ブレーキを装備し、最高速度は100km/hというものであり、1931年にブフリ式の11801号機が電機品をBBC、車体、機械部分、台車をSLMが担当して製造され、1932年にはSLMユニバーサル式の11851号機が、1939年には同じくSLMユニバーサル式の11852号機がいずれも電機品をMFOが、車体、機械部分、台車をSLMが担当して製造されており、各機毎に性能も異なるが、1時間定格出力5512-8159kW、牽引力336-392kN、最大牽引力490-588kNを発揮する強力機で、車軸配置を(1A)A1A(A1)+(1A)A1A(A1)として曲線通過性能にも配慮したスイス国鉄最強の電気機関車であった。なお、それぞれの機番と製造年、機械品/電機品製造メーカーは下記のとおりである。
- 11801 - 1931年 - SLM/BBC
- 11851 - 1932年 - SLM/MFO
- 11852 - 1939年 - SLM/MFO

## 仕様

### 車体
- 11801号機はAe4/7形とほぼ同一のデザインのまま片運転台として2両連結としたものであり、車体は運転室部分の車体端を絞り、機械室部分と運転室部分に段差があるこの時代のスイス製電気機関車の標準スタイルで、運転室前には長さ1.2m程度の小形のボンネットを持っている。
- 正面は運転室窓2枚の間に小窓が設置され、屋根が延長されて庇となっている。また、正面窓間とデッキ上左右の3箇所に丸型の前照灯が設置されている。連結器は車体取付のねじ式連結器で緩衝器（バッファ）が左右、フック・リングが中央にあるタイプであり、当初はその上に連結間の渡り板を設置していた。また、乗務員室扉は運転席横および運転席反対側の隅部のデッキ出入用の2箇所に設置、運転室側面の窓は下降式である。連結面は切妻となっており、貫通路と連結幌が設けられている。
- 屋根上には大形のパンタグラフが1車体あたり2基ずつ計4基設置され、機械室部分側面にはブフリ駆動装置側に採光窓が並び、反対側は点検口および冷却気取入用のルーバーが並んでおり、これらの側面壁は機器載替等を考慮して全面取外式となっている。なお、Ae4/7形からは電機品が一新されており、車体中央に大型化された主変圧器が設置されているため、屋根中央部が大型のモニタとなっている。
- 11851号機は11801号機とほぼ同様の車体であるが、駆動装置の変更により動輪径が小さくなったために車体裾が下がり、正面も11801号機と同デザインながら若干縦長となっている。側面も同様に駆動装置の変更によって左右同一デザインとなり、採光窓および大型化された冷却気取入用のルーバーが並ぶものとなっている。
- 11852号機の車体は一新されて前頭部下部のスカートまで一体となった流線型のものとなり、正面は後退角のついた半円柱の2次曲面で構成され、運転室窓は中央が幅狭の3枚窓、腰部左右に小型の丸型前照灯が、屋根中央部に丸型の前照灯と標識灯を縦2列に並べて設置しており、乗務員室扉は運転席横左右の2箇所に設置、運転室側面の窓は下降式である。
- 屋根上のパンタグラフは1車体あたり1基ずつの計2基で設置部分のみ低屋根となり、屋根上へは機器室内から屋根のハッチを通じて上がる方式となったほか、側面は同一サイズの採光窓と冷却気取入用のルーバーが交互に並ぶものとなり、型帯はあるものの平滑ですっきりとしたデザインとなっている。
- 11801、11851号機の運転室は従来のスイスやドイツで一般的な円形のハンドル式のマスターコントローラーから変更となり、運転席左側の空気ブレーキ関係のレバーと右側の電気関係のレバー式のマスターコントローラーにより操作を行う方式となり、この方式は後にRe420形以降RBDe560形までのスイス国鉄動力車の標準的なスタイルとなっている。なお、11852号機では円形のハンドル式のものとなっている。
- 車体塗装は11801、11851号機が製造時はスイス国鉄標準の緑色で、11801号機は1955-61年、111851号機は1953-61年の間はライトグリーンとなっており、11852号機は製造時よりライトグリーンで1963年にスイス国鉄標準の緑となっている。
- 11801号機と11851号機は車体側面中央と正面ボンネット部に機番のプレートが設置され、11852号機では機番が切抜文字となり、車体側面中央と正面に設置されていた。屋根および屋根上機器がライトグレー、床下機器と台車は黒であった。

### 走行機器
- 電機品はAe4/7形から一新されて制御方式は新しい高圧タップ切換制御となり、1車体に1組の制御装置を持ち、11801、11851号機はそれぞれが力行28段で計56段で、11852号機は29段で主電動機の電圧を制御している。主変圧器は油冷式のもので、Ae4/7形等では車体端部に設置されていたが本機では車体中央に設置されており、冷却系もAe4/7形の反ブフリ駆動装置側の車体下部に油冷却パイプによる冷却からオイルクーラーによる冷却とされている。変圧器、タップ切換器、オイルポンプ、主電動機冷却ファン、電動空気圧縮機等の主要機器は車体内の機械室内に、空気タンクなどは床下に設置されている。
- ブレーキ装置は電気ブレーキを主制御装置による回生ブレーキとし、その他ウエスティングハウスの空気ブレーキと手ブレーキを装備し、基礎ブレーキ装置は動輪は両抱式、先台車および従台車は片押式で中間従台車には装備されていない。
- 台枠11801号機は28mm、11851、11852号機は30mm厚の鋼板で構成される内側台枠式の板台枠で、軸配置は外観上は1B1B1+1B1B1であるが1軸先台車および従台車と隣接する動輪をジャワ式の台車[6]に取付けることで(1A)A1A(A1)+(1A)A1A(A1)とし、固定動輪および中間従台車にも横動量を設定して曲線通過性能に配慮している。それぞれの車輪と先台車、従台車の横動量は11801号機が2×120/55/10/10/30/10/10/55/120mm（先輪/先台車/第1動輪/第2動輪/中間従輪/第3動/輪第4動輪/従台車/従輪）×2車体、11851、11852号機が2×120/55/20/10/30/10/20/55/120mm（同）×2車体となっている。なお、先輪、従輪径は950mm、動輪径はブフリ駆動式の11801号機が1610mm、SLMユニバーサル駆動式の11851、11852号機が1350mmのいずれもスポーク車輪であり、軸バネはいずれも重ね板バネである。
- 中間従台車には空気圧による軸重可変装置が装備されており、起動時には動輪周上重量を増加させるようになっている。
- 11801号機の駆動装置はAe3/6I形やAe4/7形で実績のある[7]ブフリ式で、この方式は主電動機を車体台枠上に設置し、主電動機出力軸の小歯車から歯車比2.57の1段減速で大歯車を駆動し、大歯車からリンクとギヤで変位を吸収しながら動輪に動力を伝達する方式で、動輪から大歯車までをバネ上重量とすることができた。外観上では、この装置を収納するカバーが動輪の片側を覆うため、片側の側面では動輪はカバーに覆われており、反対側では動輪がそのまま見えるという非対称の側面となるのが特徴であり、本機では2車体が点対象であるため、片側から見ると駆動装置側と非駆動装置側の両方が見える形態となっていた。
- 駆動装置が動輪の片側に設置されるため、左右の重量アンバランスの解消のために機器室の駆動装置側は通路とし、駆動装置と反対側および主電動機上部に機器を設置しており、大形で重量のある主変圧器は駆動装置のない車体中央の中間従台車上に設置していた。
- 主電動機は16極の交流整流子電動機を8台搭載しており、1時間定格出力は5512kW、連続定格出力5145kWで牽引力は最大490kN、1時間定格336kNの性能を発揮し、冷却は冷却ファンによる強制通風で、冷却風は反駆動装置側の側面のルーバーより採り入れられて機械室内に設置された冷却ファンから送風される。
- 11851、11852号機の駆動装置は新しいSLMユニバーサルドライブで、この方式は主電動機を2台1組で同心上に横に並べて配置し、主電動機出力軸から小歯車で中間軸の左右に2枚取付けられた大歯車を駆動し、中間軸の中央に取付けられた小歯車から動軸と同心に設置された中空軸の大歯車を駆動し、大歯車から動軸へはリンクを使用した継手により変位を吸収しながら動力を伝達する方式で、装置が台枠内に設置されるため、外側からは駆動装置が見えないのが特徴である。
- ブフリ駆動方式より装置が小型化されるとともに重量や回転のバランスも改善され、動輪径も1610mmから1350mmに縮小されている。主電動機が車体内の左右に並んで設置されているため機器室内は中央通路式となっており、主電動機送風機は前後2台の主電動機の上部に1台ずつ設置され、主変圧器は11801号機と同様に車体中央の中間従台車上に設置されている。
- 主電動機は交流整流子電動機を16台搭載しており、11851号機は1時間定格出力は6468kW、連続定格出力6101kWで牽引力は最大588kN、1時間定格375kNの、11852号機は1時間定格出力は8158kW、連続定格出力7644kWで牽引力は最大490kN、1時間定格392kNの性能を発揮し、冷却は冷却ファンによる強制通風で、冷却風は側面のルーバーより採り入れられる。また、主電動機は4台ずつ4群に分けられており、1台故障時でも12台の主電動機を使用することが可能である。

### 改造
- 11801、11851号機はパンタグラフを4基搭載し、当初は通常3基を使用していたが、11801号機は1938年に2車体とも後位側のものを撤去して2基使用とし、11851号機は2車体とも運転室側のものを撤去して2基使用としている。
- 11801号機は1945年に電動空気圧縮機をTyp KLL 14からTyp KLL 18に交換している。なお、容量は3000l/minである。
- 11851号機は1946年、11852号機は1950年、11801号機は1953年に主開閉器をTyp DBTの油遮断器からTyp DBTFの空気遮断器に変更している。

- 11852号機は1960年にAe4/6形10807-10812号機の駆動装置をBBCのスプリングドライブ式[8]に交換した際に発生した駆動装置を流用して減速比を3.47から3.22に変更する改造を実施している。
- 11851号機は1961年に近代化改造を行い、タップ切換器をAe4/6形と同一のものに交換、運転室をAe6/6形11426号機以降のものと同一のものに交換、電動空気圧縮機をスイス国鉄標準のTyp 2A320に交換するなどの工事を実施している。なお、この際にマスターコントローラーが円形のハンドル式のものに交換されている。同時に主電動機出力が見直されて1時間定格405kW、連続定格380kWに抑制されて動輪周上出力も1時間定格出力6064kW、連続定格出力5696kW、牽引力は最大490kN、1時間定格353kNとなっている。改造後は運転整備重量244.0t、動輪周上重量159.0tである。
- 11801号機は1961年に改造を行い、中間従台車の軸重可変装置を撤去し、バッファと緩衝器を交換しており、バッファは角形の大型のものとなっている。
- 11851号機は1968年に減速比を3.47から3.22に変更する改造を実施している。
- 11801号機は1971年に動態保存を考慮した更新改造を実施し、タップ切換器がRe420形と同等のものとなったほか、パンタグラフが後位側の車体に2基搭載に変更されたほか、主電動機出力が1時間定格800kW、連続定格700kWに抑制されて動輪周上出力も1時間定格出力5152kW、連続定格出力4784kW、牽引力は最大490kN、1時間定格260kNとなっている。

### 主要諸元
- 軌間：1435mm
- 電気方式：AC15kV 16.7Hz 架空線式
- 最大寸法：
  - 全長34000/34010mm(11801、11851/11852）
  - 全高4504mm（11801、11851、パンタグラフ折畳時）、3800mm（11801、11851、屋根高）
- 軸配置：(1A)A1A(A1)+(1A)A1A(A1)
- 全軸距：29000/29010mm(11801、11851/11852）
- 動輪径：1610/1350mm（11801/11851、11852）
- 先輪径：950mm
- 減速比：2.57/3.47（11801/11851、11852）
- 運転整備重量：244.0/246.0/235.7t(11801/11851/11852）
- 動輪周上重量：156.2/156.0-157.0/160.5-173.6t(11801/11851/11852）
- 走行装置
  - 主制御装置：高圧タップ切換制御
  - 主電動機：交流整流子電動機×8/16台（11801/11851、11852）
  - 主電動機出力：1時間定格出力525kW、連続定格出力495kW(11852)
- 性能
  - 出力：連続定格5145/6101/7644kW、1時間定格5512/6468/8159kW(11801/11851/11852）
  - 牽引力：1時間定格336/356/392kN、最大490/588/490kN(11801/11851/11852）
  - 牽引トン数：770t（27パーミル）
  - 定格速度：連続定格61/65/77.2km/h、1時間定格59/62/75km/h(11801/11851/11852）
- 最高速度：100km/h
- ブレーキ装置：回生ブレーキ、手ブレーキ、空気ブレーキ

## 運行・廃車

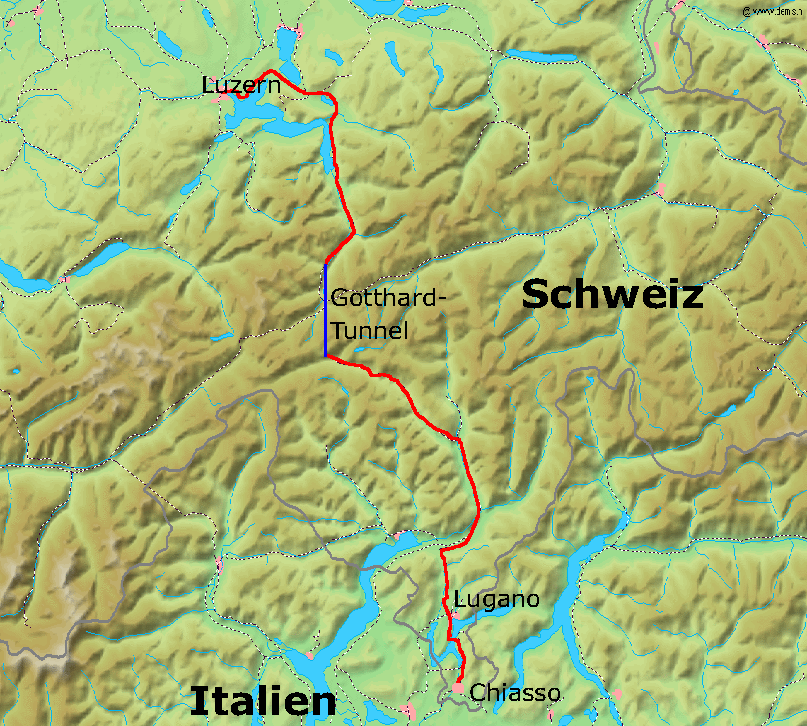
本機が使用されたゴッタルドルートの路線図

- 製造後はゴッタルドルートで重量列車の牽引に使用された。
- 11852号機は1939年のチューリッヒの博覧会に出品された後、1940年から運用に入っている。
- 1941年からは11852号機をベースとした重連総括制御が可能なAe4/6形が、1953年にはゴッタルドルートで600tを牽引可能なAe6/6形が製造されて主力として使用されるようになったため、1960年代には主力としては使用されなくなっている。
- 1971年7月26日にはゴッタルドトンネル内での火災により11852号機が被災したため、そのまま1972年に廃車となり、外観のみ復元されてルツェルンの交通博物館に保存されている。
- 11851号機は1977年に廃車となり解体されたが、11801号機は歴史的機関車として残されて動態保存され、現在でも特別列車を牽引している。